# Solomon Asante
Solomon Asante Wiafe (ur. 6 marca 1990 w Kumasi) – ghański piłkarz grający na pozycji pomocnika w klubie Phoenix Rising FC.

## Kariera klubowa
Pierwszym klubem Asante był w 2007 Feyenoord Academy. Rok później przeszedł do burkińskiego klubu ASFA Yennenga, z którym trzykrotnie zdobył mistrzostwo kraju (2009, 2010, 2011), a także raz puchar kraju (2009). W 2011 roku odszedł do Berekum Chelsea FC, a w 2013 roku wywalczył z nim wicemistrzostwo Ghany. W tym samym roku odszedł do TP Mazembe, którego barwy reprezentował przez pięć lat. W tym czasie zdobył z nim cztery mistrzostwa Demokratycznej Republiki Konga (2013, 2014, 2016, 2017), trzy superpuchary tego kraju (2013, 2014, 2016), Ligę Mistrzów (2015), dwukrotnie Puchar Konfederacji (2016, 2017), a także Afrykański Super Puchar (2016).
W 2018 roku Asante przeszedł do amerykańskiego zespołu Phoenix Rising FC, grającego w lidze USL Championship, stanowiącej drugi poziom rozgrywek.

## Kariera reprezentacyjna
Asante zadebiutował w seniorskiej reprezentacji Ghany 1 czerwca 2012 podczas meczu eliminacyjnego do MŚ 2014 przeciwko reprezentacji Lesotho. W 2013 roku otrzymał powołanie do reprezentacji Ghany na Puchar Narodów Afryki 2013.